# Evolution (album de Ten Years After)
Pour les articles homonymes, voir Évolution.
Albums de Ten Years After
Roadworks
(2005)
Sorti en 2008, Evolution est le onzième album studio du groupe de blues rock britannique Ten Years After. C'est le deuxième avec le nouveau chanteur et guitariste Joe Gooch, remplaçant d'Alvin Lee.

## Titres
1. I Think It's Gonna Rain All Night (Gooch, Lyons) – 4:26
2. She Keeps Walking (Koller, Lyons) – 5:52
3. Why'd They Call It Falling (Gooch, Lyons) – 6:27
4. She Needed a Rock (Gooch, Lyons) – 4:29
5. My Imagination (Gooch, Lee, Lyons) – 5:12
6. I Never Saw It Coming (Gooch, Lyons) – 6:07
7. Slip Slide Away (Gooch, Lee, Lyons) – 4:33
8. Tail Lights (Gooch, Lyons) – 4:33
9. Angry Words (Churchill, Gooch, Lee, Lyons) – 8:22
10. That's Alright (Gooch, Lyons) – 5:02

## Musiciens
- Joe Gooch : chant, guitare
- Chick Churchill : claviers
- Leo Lyons : basse
- Ric Lee : batterie